# 杨氏脊蛇
杨氏脊蛇（学名：Achalinus yangdatongi），一种于中华人民共和国云南省文山壮族苗族自治州西畴县小桥沟水库附近发现的爬行动物，隶属于闪皮蛇科脊蛇属。种加词源自中国科学院昆明动物研究所杨大同研究员，以致敬他长期推动中国西南、尤其是云南省两栖爬行动物学研究做出的卓越贡献。 

## 保护
本种于2023年被收录入《有重要生态、科学、社会价值的陆生野生动物名录》。